# Умникова, Юлия Игнатьевна

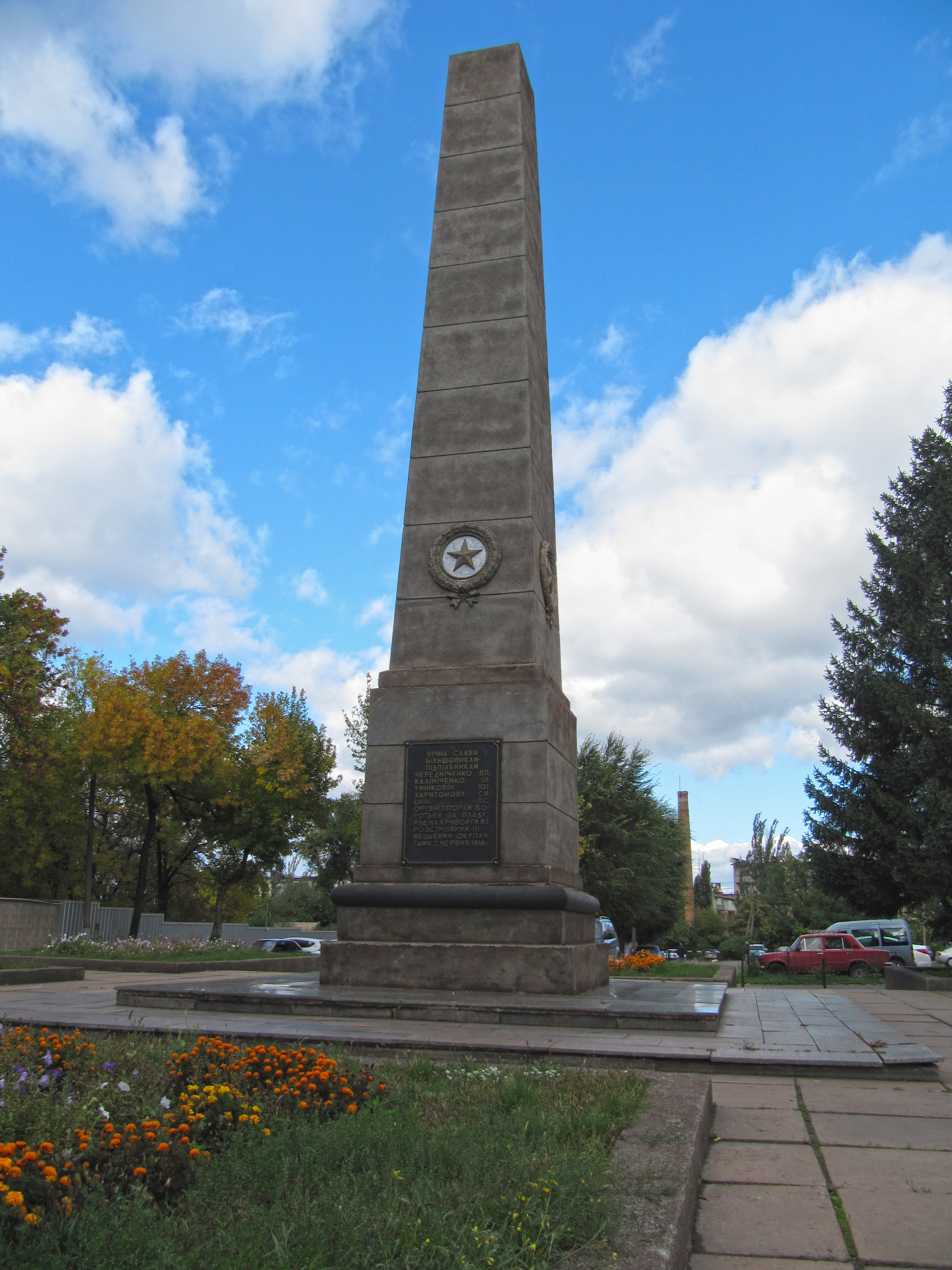
Братская могила коммунистов-подпольщиков

Юлия Игнатьевна Умникова (1885, Нововоронцовка, Херсонская губерния — 2 июня 1918, Кривой Рог, Херсонская губерния) — активная участница революционного движения за власть Советов на Криворожье.

## Биография
Родилась в 1885 году в местечке Нововоронцовка в бедной крестьянской семье.
В детстве батрачила, потом работала на швейной фабрике в Одессе. Перед Первой мировой войной приехала на Криворожье. 
После Февральской революции вступила в РСДРП(б). Принимала активное участие в подпольном революционном движении на Гданцевском чугунолитейном заводе. Одной из первых вступила в 1-й Криворожский революционный полк, была медсестрой. В 1918 году участвовала в борьбе с австро-немецкими оккупантами. В боях на Донбассе была тяжело ранена и вынуждена остаться на оккупированной территории, потом вернулась в Кривой Рог.
Во время австро-немецкой оккупации Украины в 1918 году находилась на подпольной работе в Кривом Роге. В апреле 1918 года была образована нелегальная партийная организация, в комитет которой вошли В. П. Чередниченко, И. Л. Калиниченко, Ю. И. Умникова, С. М. Харитонов и П. С. Цына. Комитет развернул агитацию, призывая к борьбе против оккупантов. В конце мая подпольщики были схвачены. Перенесла пытки. Расстреляна австро-немецкими оккупантами 2 июня 1918 года на окраине города у села Екатериновка вместе со всеми членами комитета. Похоронена в Кривом Роге в братской могиле вместе с расстрелянными соратниками.

## Память
До 2016 года именем Юлии Умниковой была названа улица в Центрально-Городском районе Кривого Рога.